# Бордаков, Григорий Фокович
Григорий Фокович Бордаков (Григорий Фокич Бордаков)  (1924—1997) — сержант Рабоче-крестьянской Красной Армии, участник Великой Отечественной войны, Герой Советского Союза (1945).

## Биография
Григорий Бордаков родился 10 октября 1924 года в селе Шишковка Холминского района (ныне- Корюковский район Черниговской области Украины). Получил начальное образование, работал пчеловодом в колхозе. Когда началась Великая Отечественная война, ему было только 16 лет, поэтому в армию он призван не был, и оказался на оккупированной немецкими войсками территории. В оккупации Бордаков был связным партизанского отряда. В сентябре 1943 года, после освобождения Черниговской области, был призван на службу в Рабоче-крестьянскую Красную Армию. Принимал участие в битве за Днепр на плацдарме на западном берегу реки к северу от Киева, боях на реке Великая, Псковско-Островской, Мадонской, Рижской операциях 1944 года, освобождении Риги, Сандомирско-Силезской, Нижне-Силезской, Верхне-Силезской, Пражской операциях, освобождении Кракова и Катовице, форсировании Одера в 1945 году. К январю 1945 года сержант Григорий Бордаков командовал взводом 3-й стрелковой роты 904-го стрелкового полка 245-й стрелковой дивизии 59-й армии 1-го Украинского фронта. Отличился во время форсирования Одера.
31 января 1945 года Бордаков со своим взводом первым в полку переправился через реку к югу от населённого пункта Рейгерсфельд (ныне — Берава, [Польша]) и продолжил наступление. В боях он лично уничтожил более 10 вражеских солдат и офицеров, 3 взял в плен, в том числе 1 офицера, командира роты.
Указом Президиума Верховного Совета СССР от 10 апреля 1945 года за «образцовое выполнение боевых заданий командования на фронте борьбы с немецко-фашистскими захватчиками и проявленные при этом мужество и героизм» сержант Григорий Бордаков был удостоен высокого звания Героя Советского Союза с вручением ордена Ленина за номером 38928 и медали «Золотая Звезда» за номером 6529.
После окончания войны Бордаков был демобилизован. Вернулся в родное село, работал пчеловодом. С ноября 1987 года жил в Кишинёве. Умер 11 апреля 1997 года. Похоронен в Кишинёве на кладбище «Дойна» .
Также награждён орденом Отечественной войны 1-й степени, а также медалями «За освобождение Праги» и «За Победу над Германией».

## Документы
- Информация из приказа об исключении из списков. ОБД Мемориал.
- попал в плен (освобожден). ОБД Мемориал.
- Герой Советского Союза (Орден Ленина и медаль «Золотая звезда») [[Подвиг народа]] (Сайт). Архивировано из оригинала 13 марта 2012 года.
- Орден Отечественной войны  (Юбилейная картотека) [[Подвиг народа]](Сайт). Архивировано из оригинала 13 марта 2012 года.